# 北海道羅臼高等学校
北海道羅臼高等学校（ほっかいどう らうすこうとうがっこう、Hokkaido Rausu High School）は、北海道目梨郡羅臼町礼文町にある道立高等学校。

## 沿革
- 1963年 - 北海道標津高等学校の羅臼分校として開校。
- 1973年 - 制服制定。
- 1975年 - 北海道羅臼高等学校として独立。
- 1988年 - 男子制服制定。
- 2007年 - 町内の4中学校と連携型中高一貫教育導入。
- 2017年4月12日 道教委は、「北海道立高等学校学則の一部を改正する教育委員会規則」(昭和26年規則8号。別表第1)を教育庁原案通り全会一致で議決。これにより平成29年度の生徒定員(第一学年普通科現行80)は40(一学級分)減員され40となった。[1]

## 中高一貫教育
- かつては植別中学校、春松中学校、羅臼中学校、知円別中学校の4校と連携していたが、いずれも閉校となり、現在は4校の後継校である知床未来中学校との中高一貫教育を実現している。

## 出身有名人
- 豊島由佳梨（女優「スウィングガールズ」）
- 白田一秀（ギタリスト）